# Alka Ajith
Alka Ajith (Malayalam: അലക അജിത്‌) er en indisk børnesanger der kommer fra fra syd Indien.

## Personlige liv
Alka, debuterede på scenen i en alder af 2½ år, med hittet ‘ganamelas’, hvor hun sanger fra hendes repertoire på 3000 sange. Alkas familie har en tradition for musik. Hendes bedstefar var en kendt sanger. Hendes far Ajith er en professionel sanger og keyboardspillet. Ajith’s bror Manoj er guitarist mws Yesudas’s truppen.En af hendes onkler, Sudhir, er medlem af et militært orketer.

## Airtel Super Singer Junior 2-titel
Alka blev berømt efter at have vundet Airtel Super Singer Junior 2 titlen i 2010, og fik sin filmdebut med sangen, "Chirakengu" i filmen The Train med Mammootty, og med musik af Srinivas.

## Andre meritter
Hun startede med at synge da hun var spædbarn, og hun gjorde sin scenedebut i 2000 i en alder af 2 og et halvt år. ved 7 års alderen, havde Alka Ajith allerede opnået udmærkelser ved at synge på 10 sprog, 500+ forestillinger, og en UNESCO-guldmedalje, og en Rotary International award. Hun blev et hit hos publikum med sangen ‘ganamelas’, hvor hun synger fra sit repertoire med 3000 sange.
I 2008, da hun var 10, sheudgav hun sit album Chakkaramuthu.

## Diskografi
| Titel        | Film      | Sprog     | Instruktør |
| ------------ | --------- | --------- | ---------- |
| "Chirakengu" | The Train | Malayalam | Srinivas   |